# Ravnište (Brus)
Ravnište (Servisch cyrillisch Равниште) is een plaats in de Servische gemeente Brus. De plaats telt 95 inwoners (2002).